# Våg (instrument)

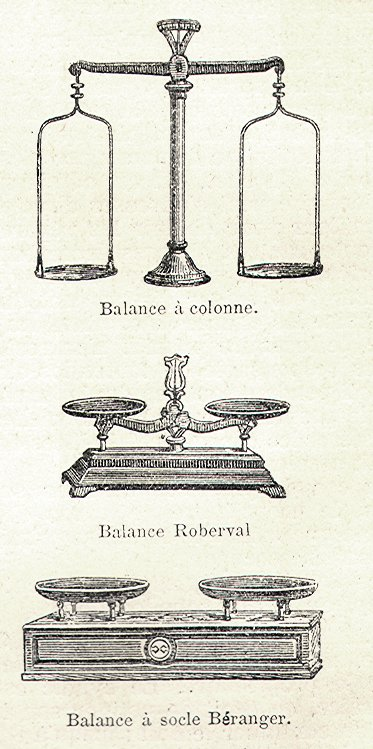
Balansvågar

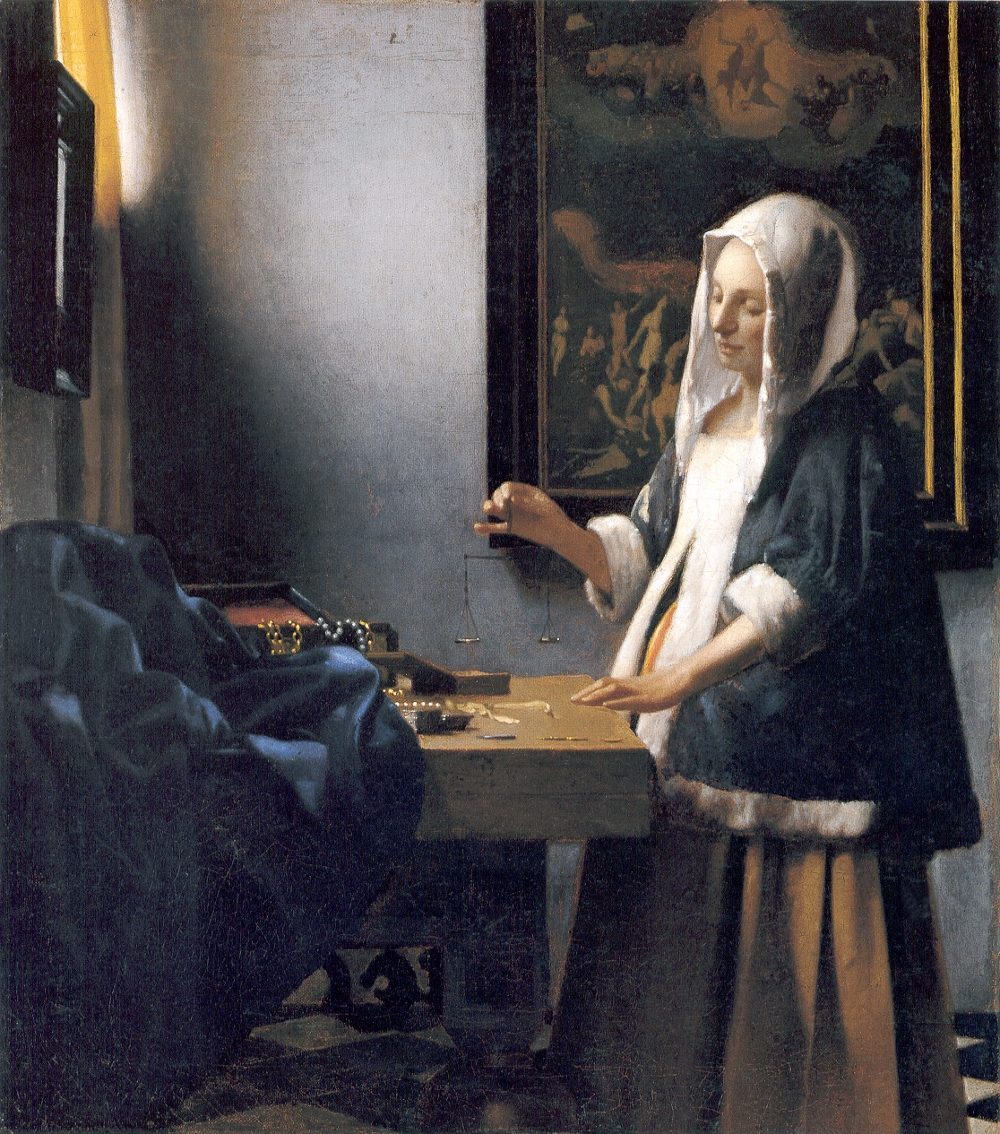
Kvinna håller en liten balansvåg i handen
Målning av Johannes Vermeer

En våg är ett mätinstrument som beroende på utformning används för uppmätning av antingen tyngd eller massa (vikt).

## Typer av vågar
- En fjädervåg, mäter tyngden genom att mäta den kraft som krävs för att bära upp våggodset (det material som skall vägas) med någon anordning för att mäta kraft direkt. Eftersom variationen i gravitationsfältet vid jordytan i vardagslag är försumbar, är också de flesta fjädervågar graderade i massenheter (det vi i dagligt tal kallar viktenheter: gram, kilogram) och inte i enheter för kraft (Newton).
- En balansvåg mäter massa genom att jämföra kraften som krävs för att bära upp våggodset med den kraft som krävs för att bära upp en referensvikt med känd massa med hjälp av en mekanisk anordning för att jämföra krafterna.

Andra principer för mätning av massa, oberoende av tillgång på ett gravitationsfält, är tänkbara. De förutsätter mätning av kraften och samtidigt våggodsets acceleration med tillämpning av Newtons andra lag. I en praktisk tillämpning som har använts för mätning av mycket små massor fästs våggodset vid en skänkel på en stämgaffel och ändringen av stämgaffelns frekvens används för att bestämma våggodsets massa.

### Fjädervåg
Med en enkel fjädervåg används av en eller flera fjädrar för att bestämma ett föremåls tyngd. Ju tyngre mätföremålet är desto mer tänjs fjädringen ut. Detta kan sedan avläsas på en skala. Fjädervågprincipen med mekanisk mätning av uttänjningen hos en fjädring används ofta i fiskevågar och analoga hushållsvågar.
Elektroniska hushållsvågar och butiksvågar är fjädervågar, där uttänjningen mäts med trådtöjningsgivare, vars mätdata elektroniskt omvandlas till siffror, som förs över till en bildskärm.
Samma princip används för moderna fordonsvågar och för att mäta andra mycket stora vikter, t ex belastningen på broar.

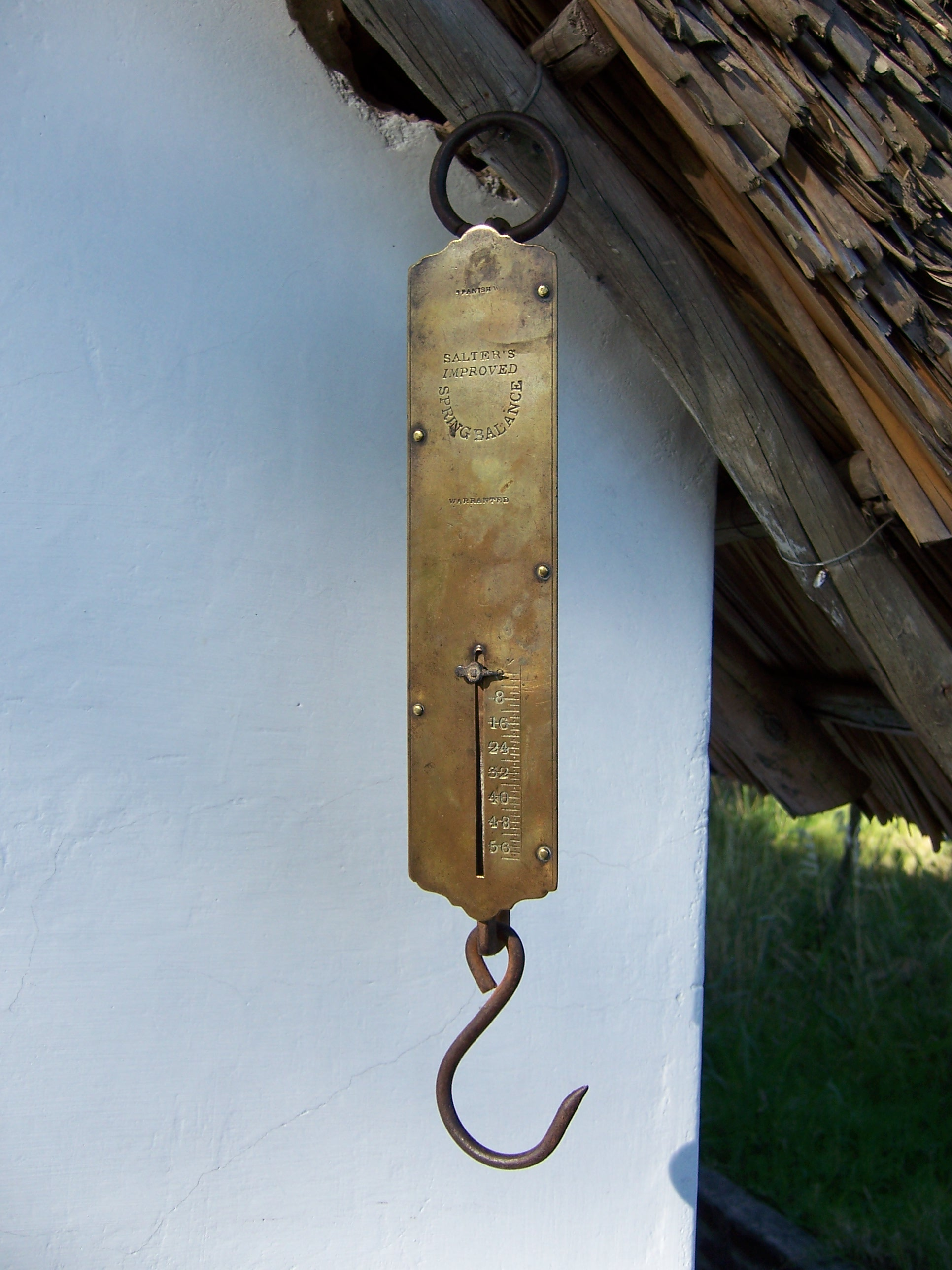
Fjädervåg
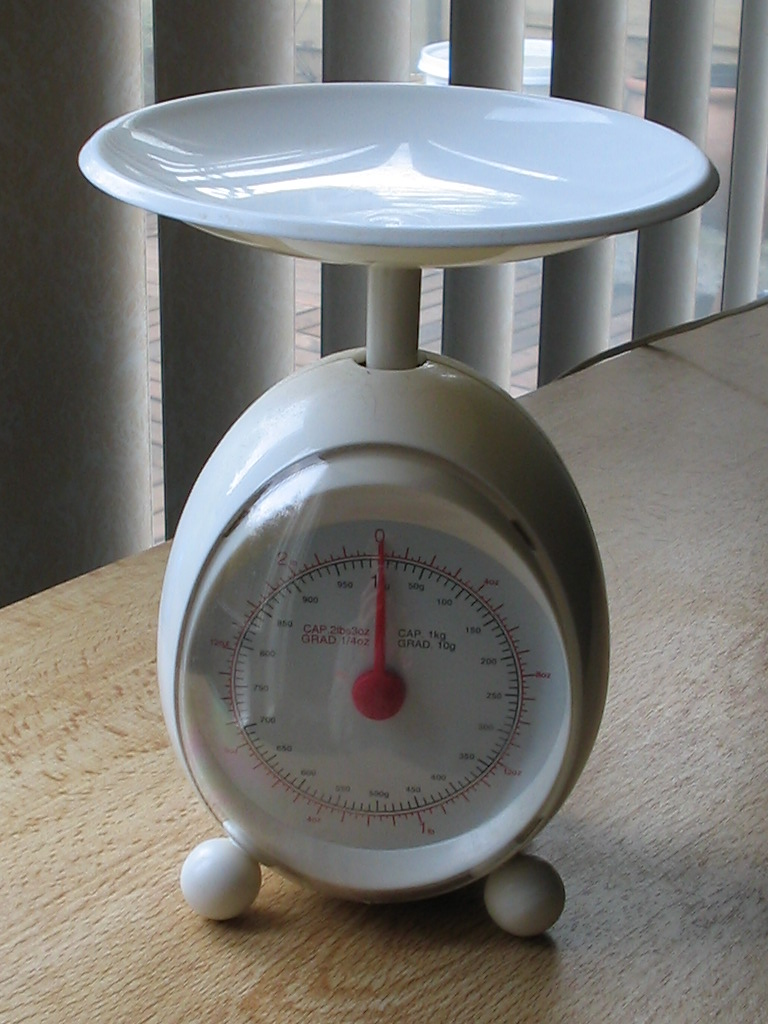
Hushållsvåg av mekanisk fjädertyp
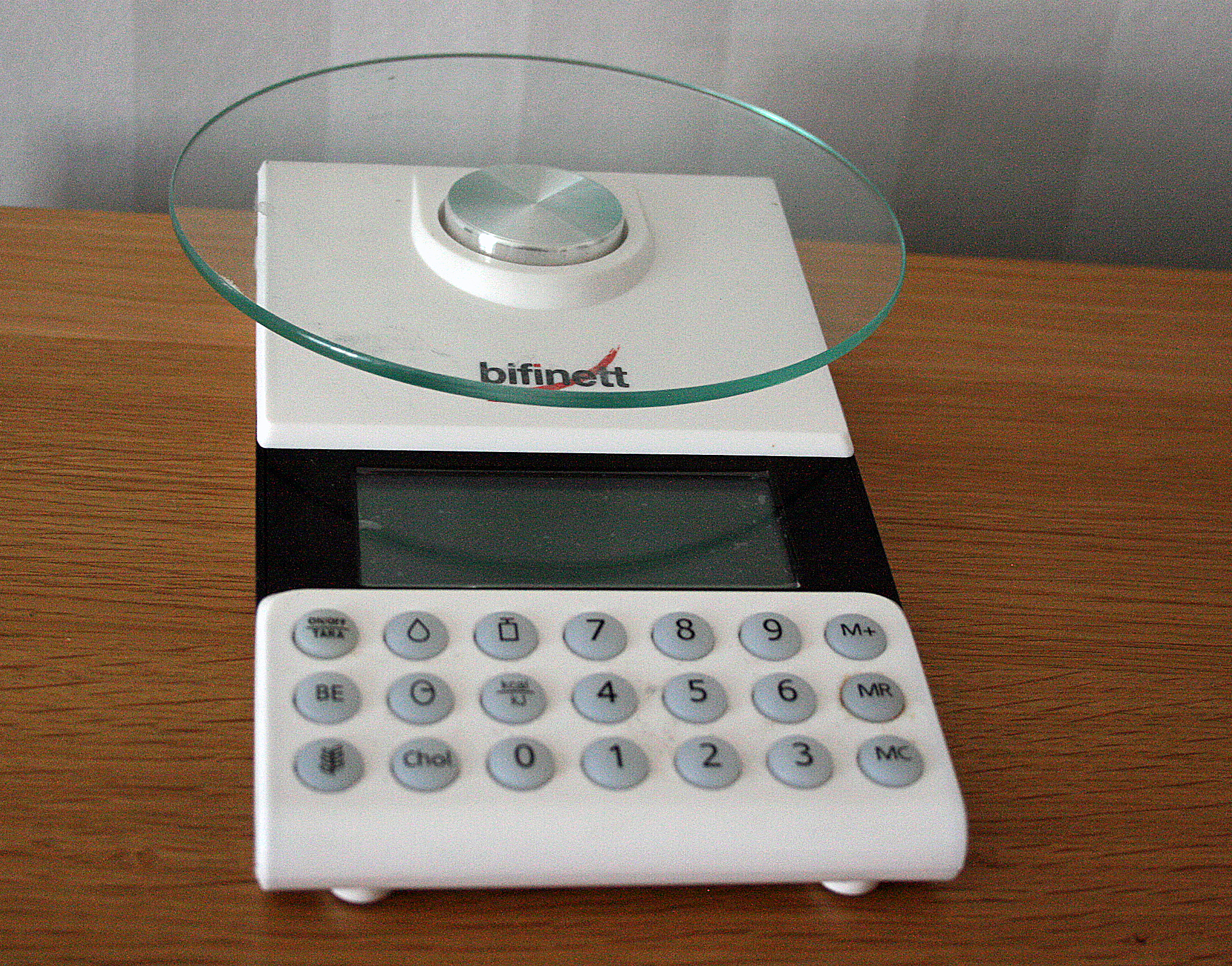
Elektronisk hushållsvåg max 5 kg, 1 g mätnoggrannhet, automatisk tarering
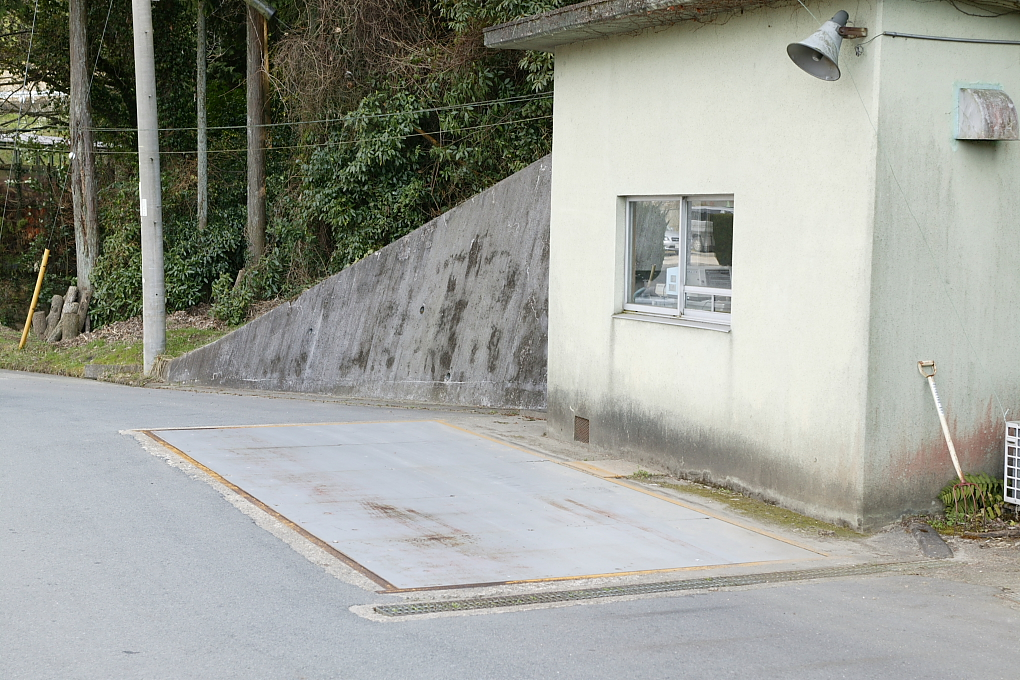
Elektronisk fordonsvåg

### Balansvåg
En balansvåg bär upp en vikt i vardera änden på en stång (vågbalken, uppdelad på två vågarmar) som är upphängd så att den kan vrida sig lätt kring en axel mellan vikterna. Stången kan till exempel ligga på en egg. Den ena vikten är det som ska vägas. Den andra är känd och används som referens. 
På balansvågar med fasta vågarmar varieras referensvikten genom att man lägger till och tar bort vikter från en skål eller liknande, tills stången har kommit i balans. Om man känner vågarmarnas längd och vågen obelastad är i balans kan våggodsets massa beräknas, eftersom våggodset och referensvikterna ger lika vridmoment med motsatt riktning (vridmomentet är produkten av momentarmen och kraften, skalärt eller kryssprodukt). Detta kan formuleras som hävstångsprincipen. Om vågarmarna är lika är våggodsets vikt lika med referensvikternas.
En annan princip är att man ändrar vågarmarnas längd för att uppnå jämvikt. Enligt hävstångsprincipen är vågen i jämvikt då produkten av vikten och vågarmarnas längder är lika på båda sidorna. Denna princip används i besman, där upphängningspunkten kan förskjutas på vågbalken. På ett besman används en vikt som är permanent fixerad vid den ena änden av vågbalken som referensvikt, och vågbalken har graderingar för avläsning av våggodsets vikt.
Principen med ändring av vågarmarnas längder används också på en del hushållsvågar, där en eller två vikter förskjuts på stänger, som utgör vågarm, till dess vågen är i jämvikt. På dessa vågar är vågarmen för referensvikterna variabel, vågarmen för våggodset har fast längd. Den gamla pyndaren fungerade på samma sätt, men liknade i övrigt ett besman.

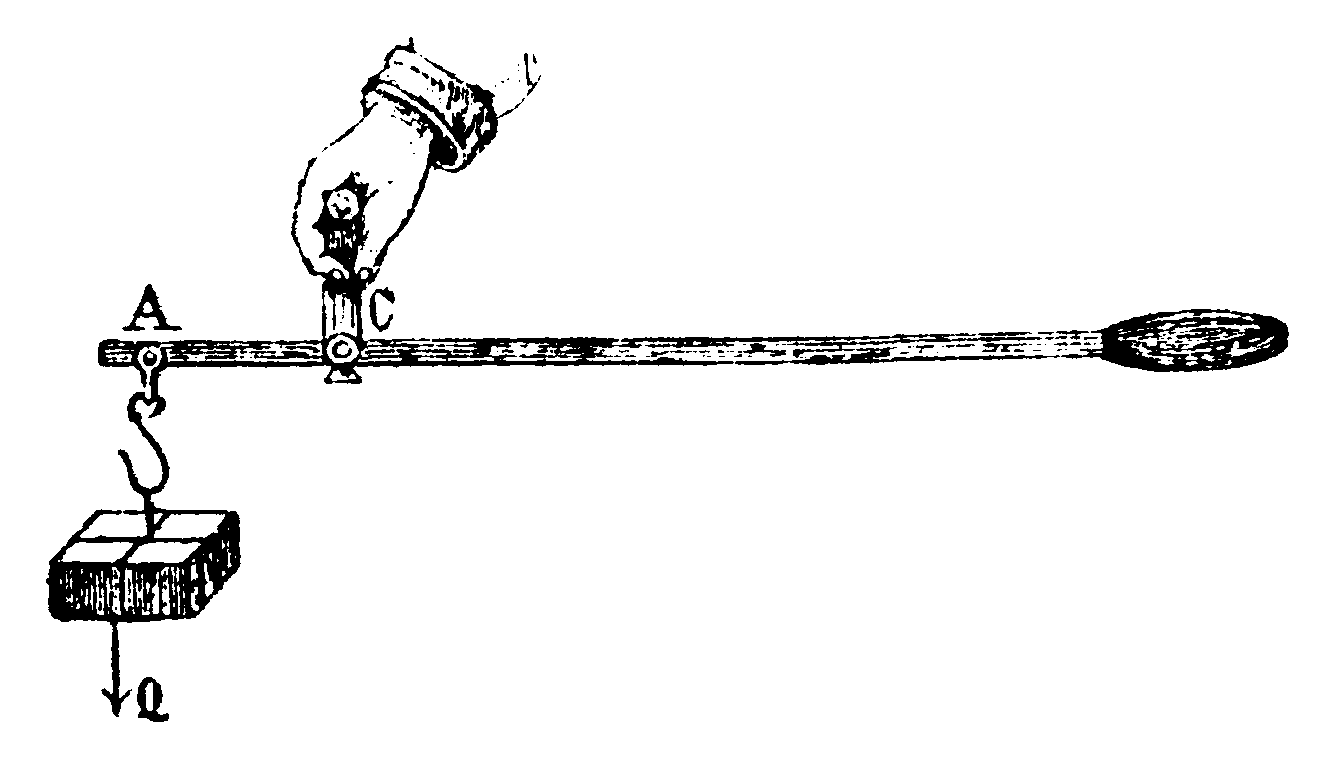
Besman
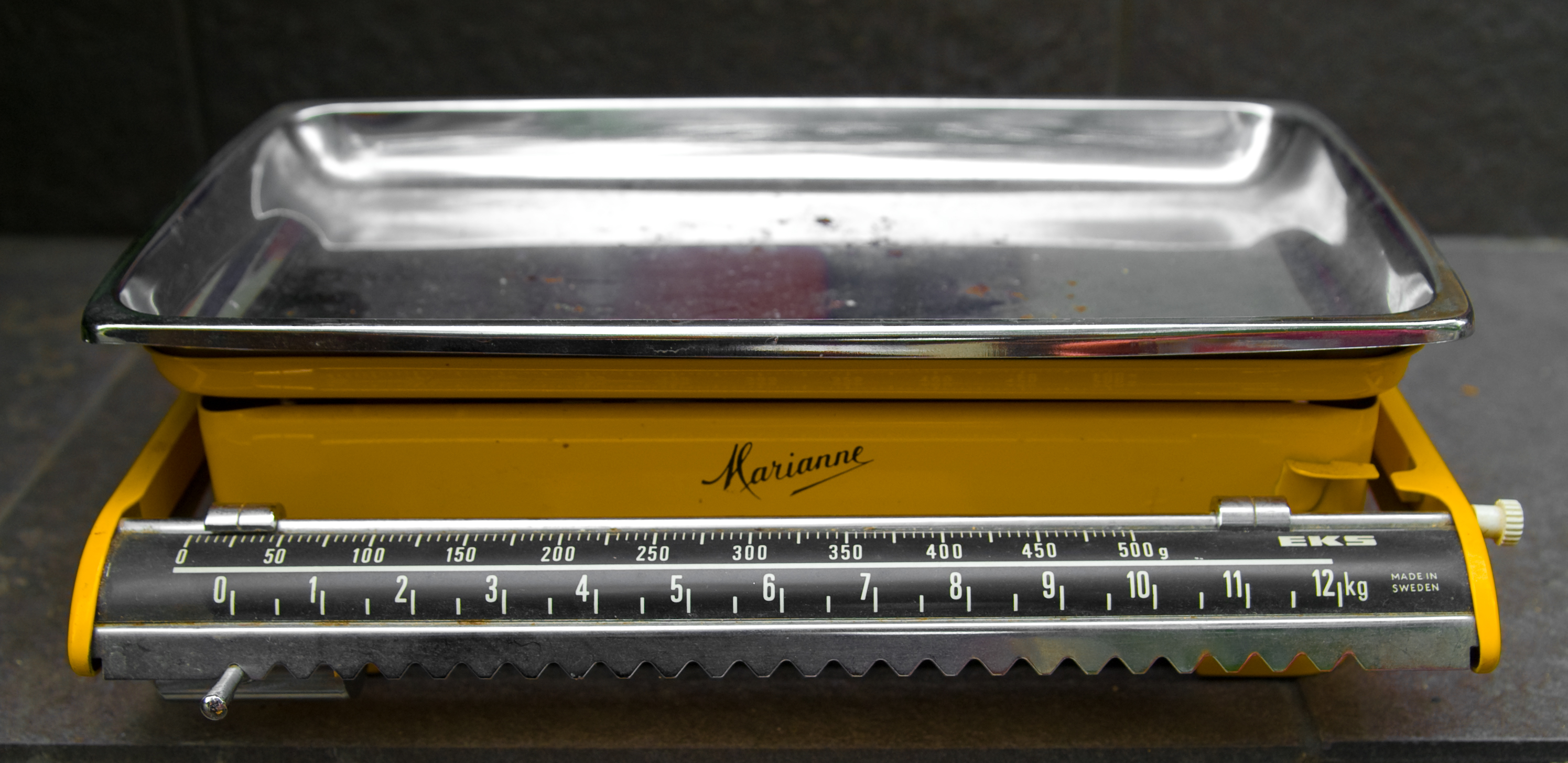
Hushållsvåg av balanstyp med en variabel vågarm Personvågar förekommer med samma princip
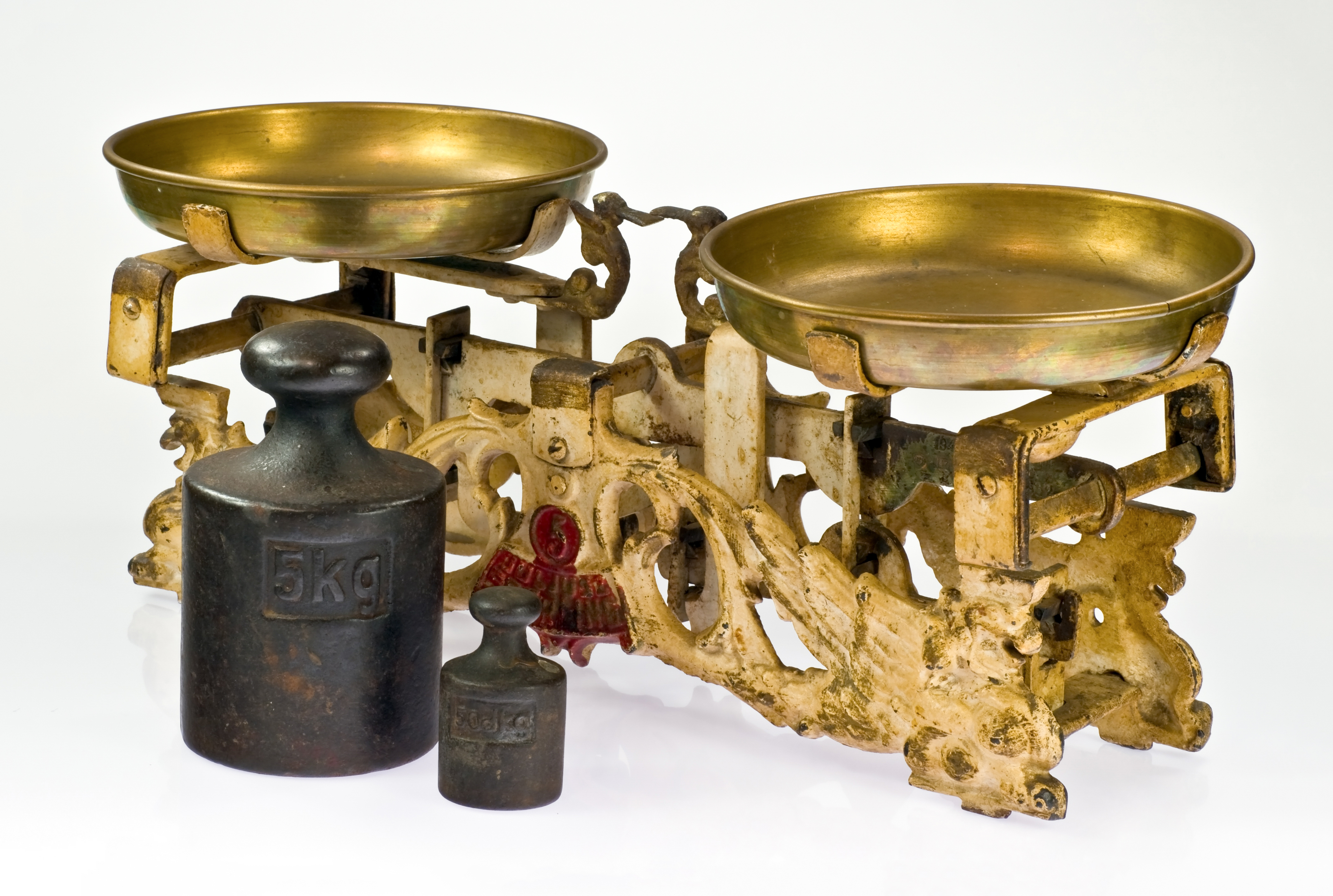
Balansvåg med vikter
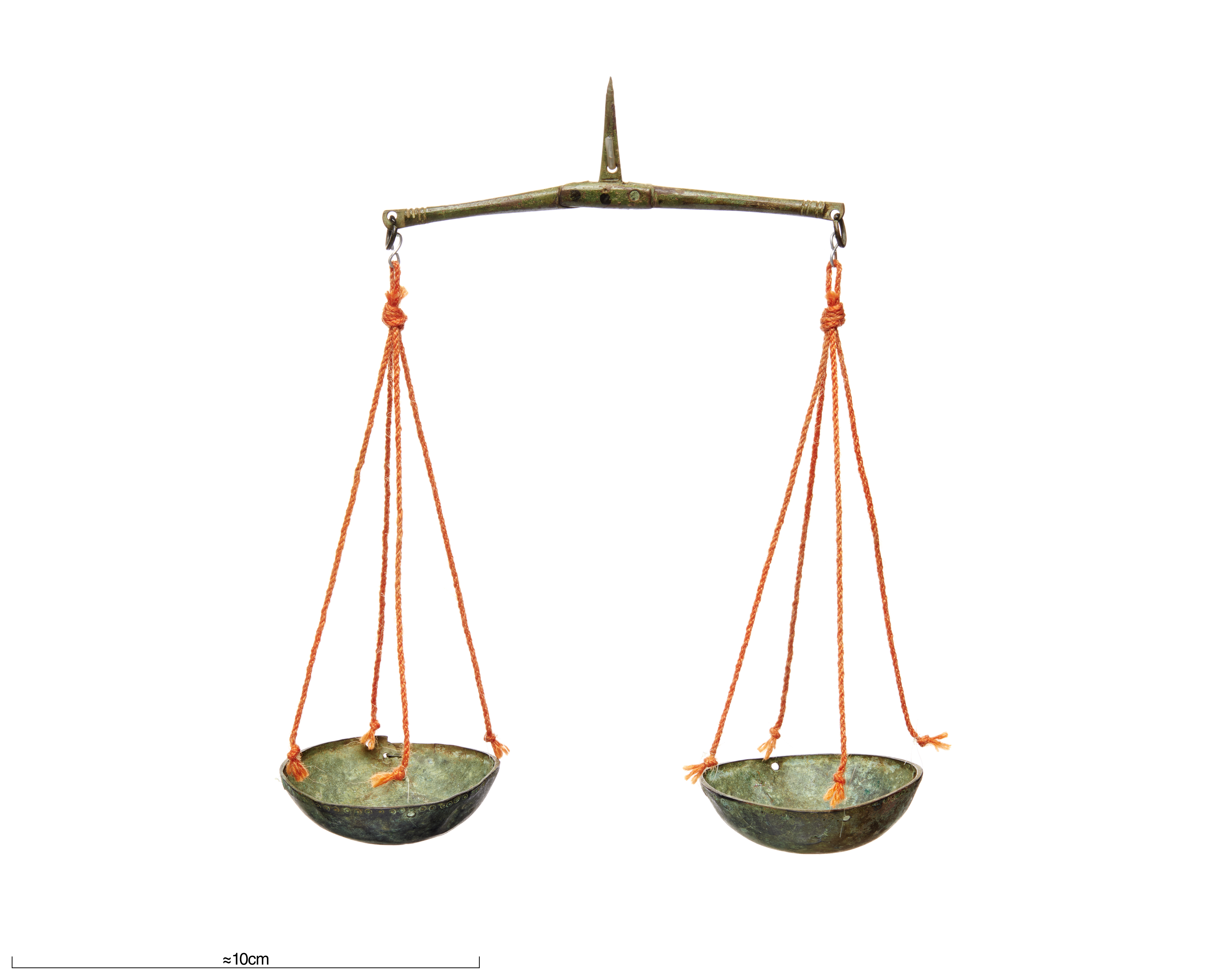
Vikingatida balansvåg funnen på Gotland, Historiska museet.
'Egyptisk balansvåg
Balansvåg och vikter i låda, 1600-tal - Skoklosters slott
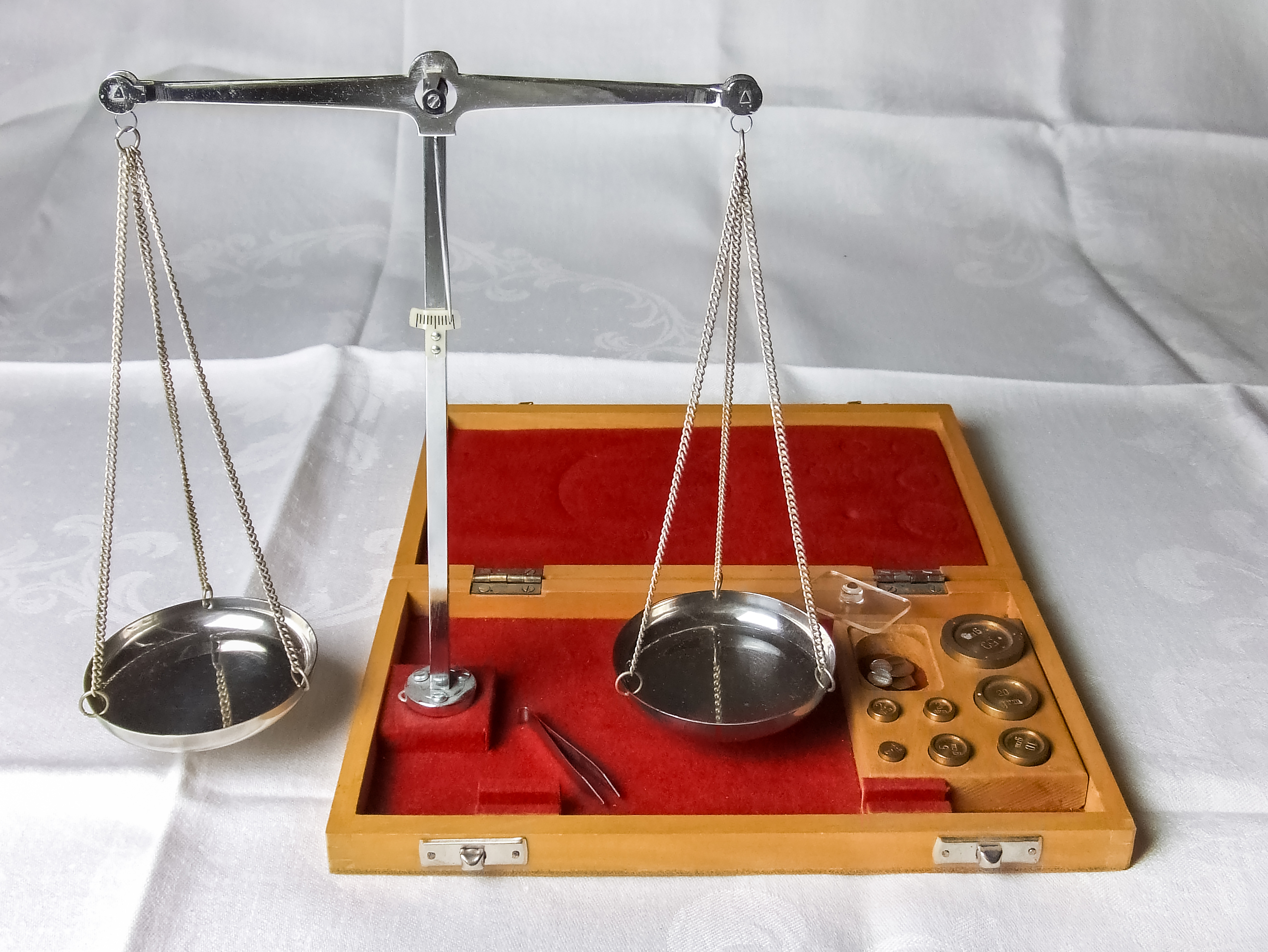
Modern hopfällbar balansvåg med vikter, för juvelerare

### Analysvåg
En analysvåg eller apoteksvåg är en balansvåg som skall ge högsta möjliga noggrannhet och därmed vara användbara för kritiska vetenskapliga ändamål. Denna beskrivning illustreras med en antik analysvåg (från 1930-talet), eftersom vågens mekanism här är synlig och kan beskrivas tydligare. Som avslutning redogörs för skillnader mellan denna och moderna analysvågar.
Analysvågar är inneslutna i ett s k kabinett (en huv), som skall skydda dem mot drag och damm, som skulle kunna störa mätningarna. I kabinettet sitter vågens olika delar monterade på en tung bottenplatta, för att i viss mån skydda mot vibrationer. För att ytterligare skydda från störande vibrationer brukar man rekommendera att analysvågar ställs upp på tunga stenbord, som inte har kontakt med bordsytan runtom. På bottenplattan finns ett vattenpass monterat för kontroll att vågen står vågrätt. 
Vågbalken på en analysvåg har vid sin mittpunkt en skarp nedåtriktad egg. Denna vilar vid vägning mot en horisontell platta (panna), som är monterad överst på stativet. I vågbalkens ytterändar finns skarpa uppåtriktade eggar monterade. Vid vägning bär de upp horisontella pannor, från vilka vågskålarna är upphängda. För att ge stabil vägning och för att minska problem med slitage, måste eggar och pannor vara gjorda av mycket hårt material, i detta fall av rosenkvarts.
När vågen inte används, eller när man lägger på vikter eller våggods, måste eggarna vara avlastade, och vågsystemet stå stilla. Därför har vågen ett arreteringssystem. Det styrs med arreteringsratten på kabinettets framsida. När den vrids till arreteringsläge höjs arreteringsarmarna (de svarta armarna under vågbalken). Vågbalken har på sin undersida tre spetsar monterade, arreteringsarmarna har tre motsvarande plattor. En av plattorna har en konisk fördjupning, den andra plattan har en v-formad ränna, den tredje plattan är plan. Om vågbalken under vägningen har förskjutits i sidled flyttas den automatiskt tillbaka till sitt ursprungsläge av arreteringsarmarnas stödjeplattor. På liknande sätt lyfts vågskålarnas pannor, som har nedåtriktade spetsar monterade vid sina sidor, av plattor med fördjupning respektive v-formad ränna, som sitter monterade på arreteringsarmarna. så att de inte belastar eggarna i vågbalkens ändar. Under vågskålarna finns plattor monterade, som höjs och stöder vågskålarna, då vågen arreteras, så att de inte dinglar, när man lägger på vikter.
Framför vågbalken är en linjal monterad. På denna kan en löpare med vikten 10 mg skjutas för att få vågen helt i jämvikt (löparen saknas). Graderingen anger hur mycket man skall lägga till eller dra ifrån de pålagda vikterna för att komma fram till den slutliga vikten. Ett alternativ är att man läser av skalan innanför vågtungan (om känsligheten är korrekt justerad)
Vid vågbalken är en lång vågtunga fäst; den räcker ned till foten av vågstativet. Där rör den sig över en skala. Vågtungans läge på skalan visar hur nära jämvikt vågen är.
Om vågen inte är vid sitt jämviktläge, pendlar den in mot jämvikt, eftersom vågbalkssystemets virtuella tyngdpunkt ligger strax under upphängningspunkten. Avståndet är kort, och därför pendlar vågbalken sakta. Om systemet inte vore dämpat skulle denna pendling in mot jämviktsläget ta mycket lång tid. Vågen har därför försetts med två dämpare, de två cylindriska kärlen på vardera sidan av stativet. Från vågskålarnas upphängning hänger två plattor i dessa cylindrar, utan att röra vid deras väggar. Cylindrarna och plattorna har en luftspalt mellan sig, som är beräknad att ge en tillnärmelsevis kritisk dämpning av vågen, så att den inte pendlar, utan snabbt går till sitt jämviktläge.

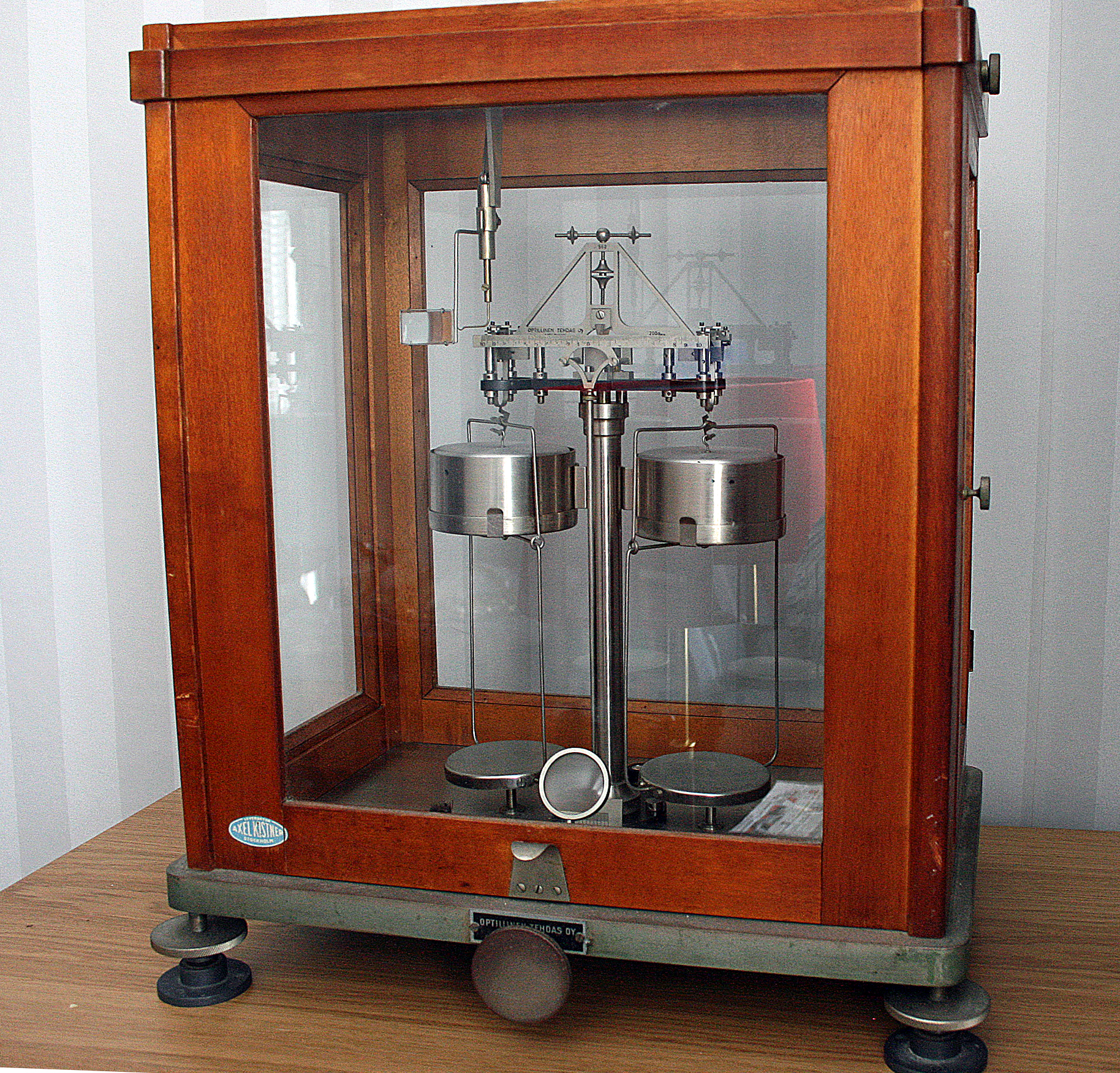
Analysvåg i mahognykabinett från 1930-talet
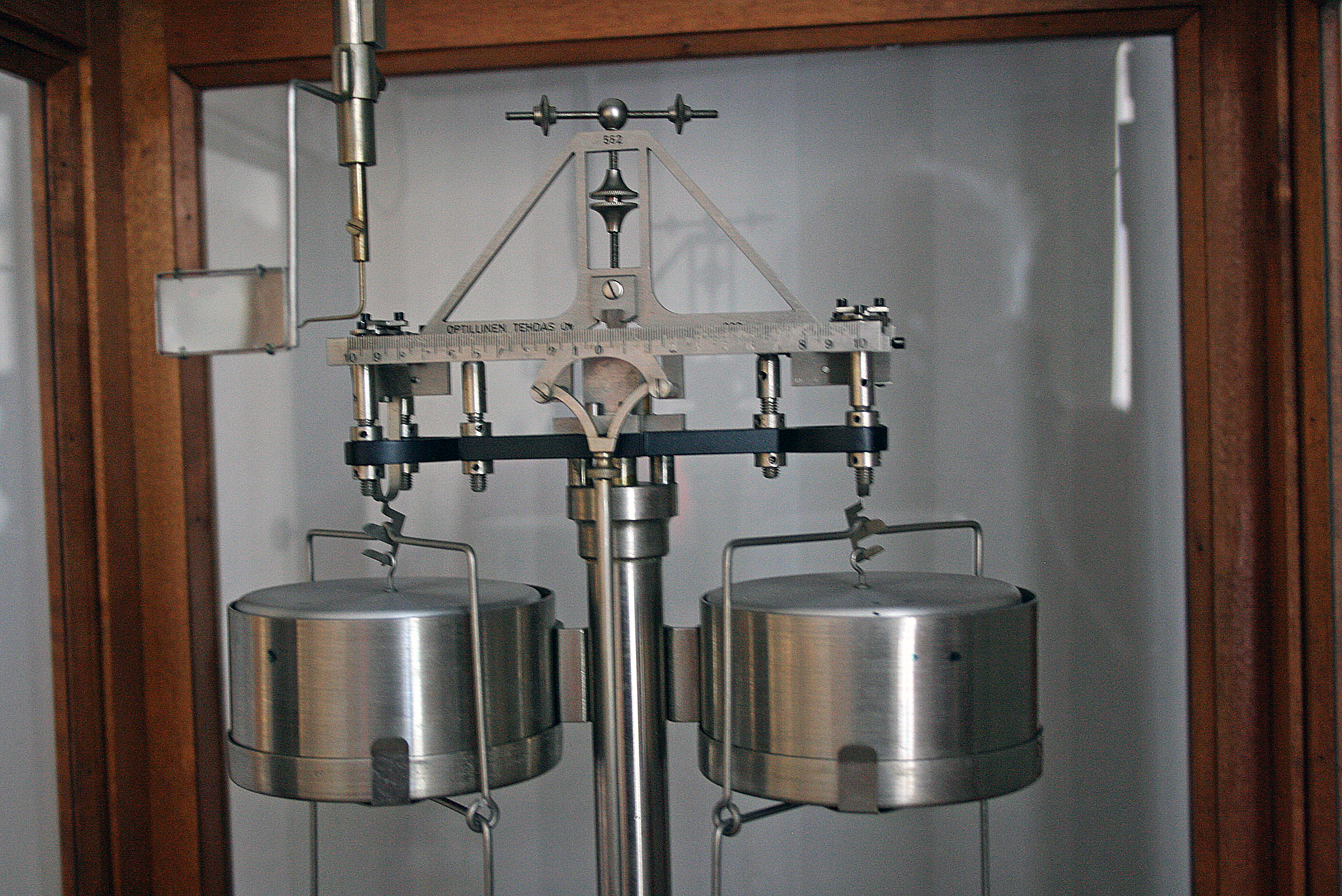
Vågbalk, arreteringsarmar och dämpcylindrar från analysvåg
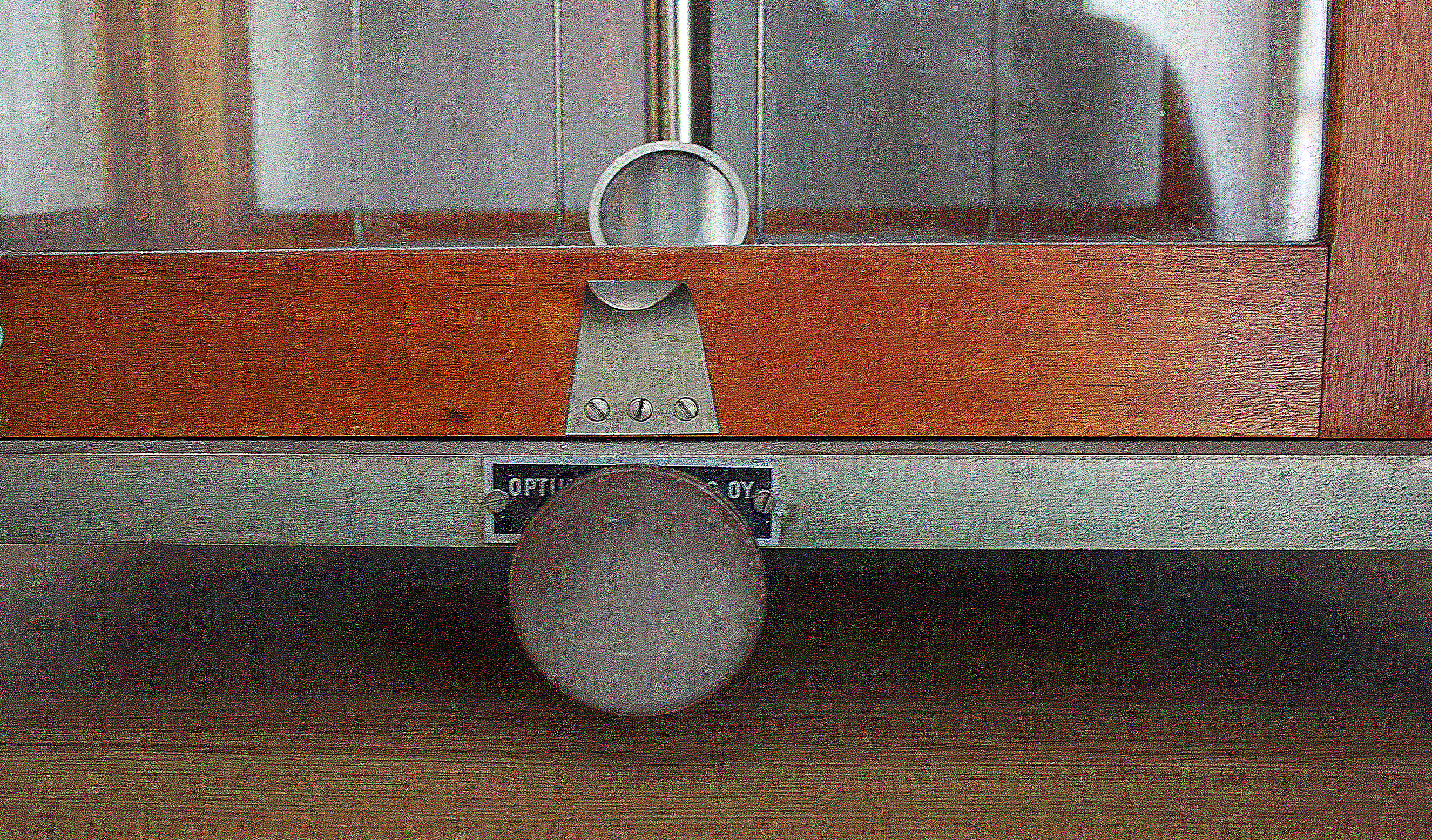
Arreteringsratt på analysvåg
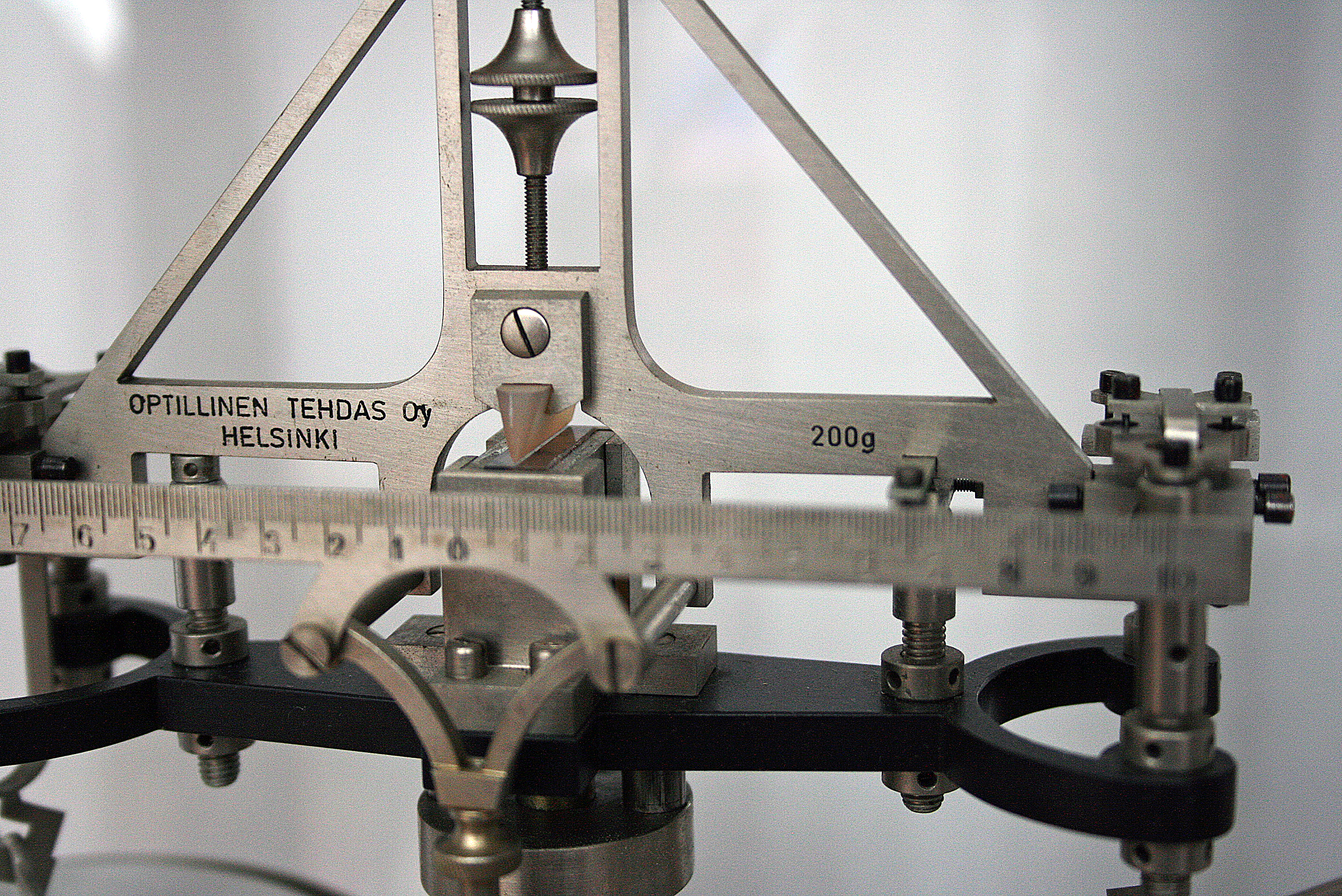
Vågbalk och arreteringsarmar från analysvåg. Eggen i rosenkvarts synlig
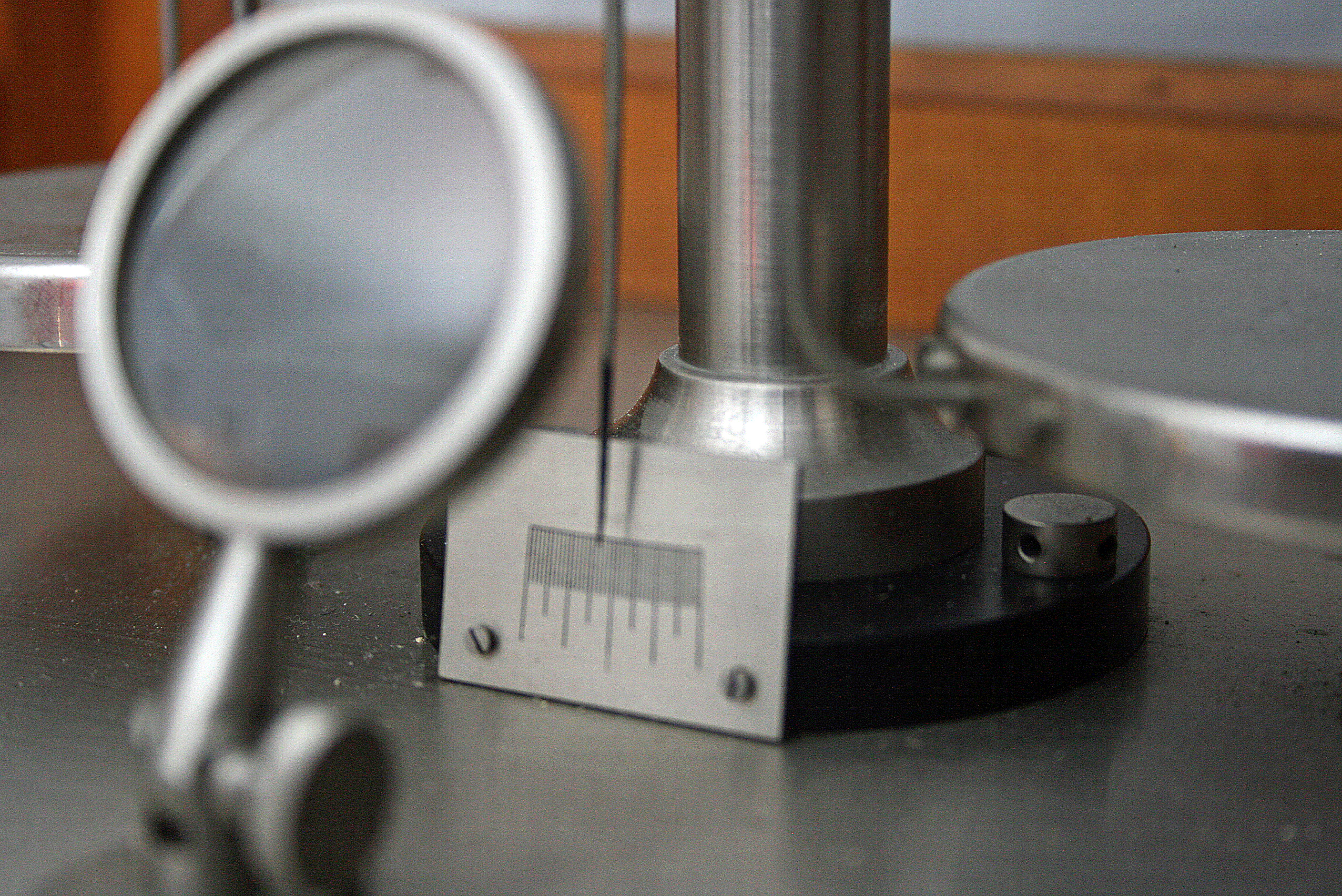
Vågtunga och skala från analysvåg Framför vågtungan ett förstoringsglas för underlättande av avläsning av vågtungans läge

#### Kalibreringoch korrektioner
Inställning av jämviktläget
Högst upp på vågbalken sitter två skruvar med motsvarande små vikter pågängade. Genom att skruva de små vikterna ut och in ställer man in vågen så att vågbalken är helt horisontell (vågtungan på skalans mittstreck) när vågen är obelastad.
Inställning av känsligheten
Ju närmare vågbalkens virtuella tyngdpunkt ligger dess upphängningsaxel, dess känsligare är den. Tyngdpunktens läge kan ställas in med den gängade lilla vikten på den vertikala skruven på vågbalkens ovansida. Den illustrerade vågen är konstruerad för att 10 mg skall ge fullt skalutslag.
Korrektion för vågarmarnas längd
För att vågen skall ge maximal noggrannhet krävs att vågarmarna är lika långa, med mycket hög precision. Avvikelsen kan vara inbyggd i vågen och på så sätt permanent eller t ex bero på att solen har lyst på den ena men inte den andra vågarmen några minuter. Det är därför viktigt att placera vågen så att den inte står i solljus. Om det finns en liten avvikelse i armarnas längd kan man korrigera för denna med utgångspunkt från hävstångslagen. För att beräkna korrektionen belastar man vågen med två lika tunga vikter. Därefter byter man plats på vikterna. Om bytet resulterar i att vågen slår ut åt något håll, beror det på att vikternas vikt skiljer sig åt. Om vågen systematiskt drar åt samma håll när den är belastad, oavsett om man byter plats på vikterna, beror det på att vågarmarna är olika långa. Ur avvikelsen kan förhållandet mellan vågarmarnas längd beräknas, för att sedan användas för att göra en korrektion.
Korrektion för eggarnas lägen
För att vågen skall ge samma känslighet oavsett hur hög last den bär måste de tre eggarna på vågbalken ligga exakt på en rät linje. Om mitteggen ligger nedanför linjen mellan vågskålseggarna ökar vågens känslighet när man ökar belastningen (vågbalkens virtuella tyngdpunkt rör sig uppåt), omvänt om mitteggen ligger ovanför linjen mellan vågskålarnas eggar. Om avvikelsen är liten kan man göra en korrektion för den lägre känsligheten. Slitage av eggarna ger sig till känna, så att man ser det som en avvikelse från linjen mellan eggarna.
Korrektion för vågbalkens nedböjning
Även om vågen har konstruerats för att vågbalken skall vara mycket styv erhålls trots allt en liten nedböjning, när vågen belastas mer. Detta ger en liten minskning av vågens känslighet, när den är mer belastad. Vid noggranna vägningar måste man bestämma detta och kompensera för nedböjningen i slutresultatet.
Korrektion för luftens upptryck
Luft är ett lätt medium, men luften ger ändå en mätbar skillnad vid noggranna mätningar. De flesta material man väger har densiteter strax över 1. Vikternas densitet är ca 4 à 5. Deras massa skall vara kalibrerad i vakuum. Korrektionen för luftens upptryck görs vanligen efter en schablon. Underlag för denna schablon kan erhållas från institutioner som kalibrerar vikter.
Korrektion för temperatur
Olika delar av vågen utvidgar sig olika vid temperaturändringar. Analysvågar är avsedda att användas vid rumstemperatur (idag ca 22 grader), och de har kalibrerats vid denna temperatur. Om vågen skall användas vid annan temperatur, bör den omkalibreras av en kunnig vågtekniker för denna andra temperatur, och användas bara vid denna. Om man tillfälligtvis måste väga vid fel temperatur, bör man göra en fullständig kontroll av vågen, innan den används för kritiska vägningar.
Korrektion för luftens fukt
Luftfukt resulterar i att fukt binder sig till ytor på våg, vikter och våggods. Allvarligast är detta vid vägning av hygroskopiska ämnen (som tar upp luftfuktighet). Vid tillredning av lösningar av starkt hygroskopiska ämnen, t ex NaOH, görs en lösning med den ungefärligt önskade sammansättningen. Den exakta koncentrationen bestäms genom titrering med någon substans som kan vägas upp noggrant utan stora problem.
Vid noggrann vägning av föremål som legat i kyl eller frys skall de före vägningen ha tillåtits anta rumstemperatur liggande i en desiccator (behållare med torkmedel, där luften är torr) så att kylan inte får luftfuktighet att kondensera på föremålen.
Korrektion för vikternas kalibrering
Vägningen blir aldrig noggrannare än de vikter man använder. Också de bäst kalibrerade vikter förlorar så småningom sin noggrannhet, genom korrosion och genom slitage. För bestämningar, där kraven på noggrannhet är höga, och för sådana där lagbestämmelser kräver noggrann vägteknik, som t ex kan ha betydelse vid domstolsförhandlingar, måste vikter och våg godkännas av ackrediterade institut för kalibrering i god tid före den tidpunkt då det tidigare godkännandet går ut. Också under mellantiden bör man med jämna mellanrum göra kontroll av sina vikter mot en standard. Detta gäller i hög grad för moderna vågar, som har inbyggda vikter, att de med korta intervall måste kontrolleras mot justerade referensvikter.

#### Moderna analysvågar

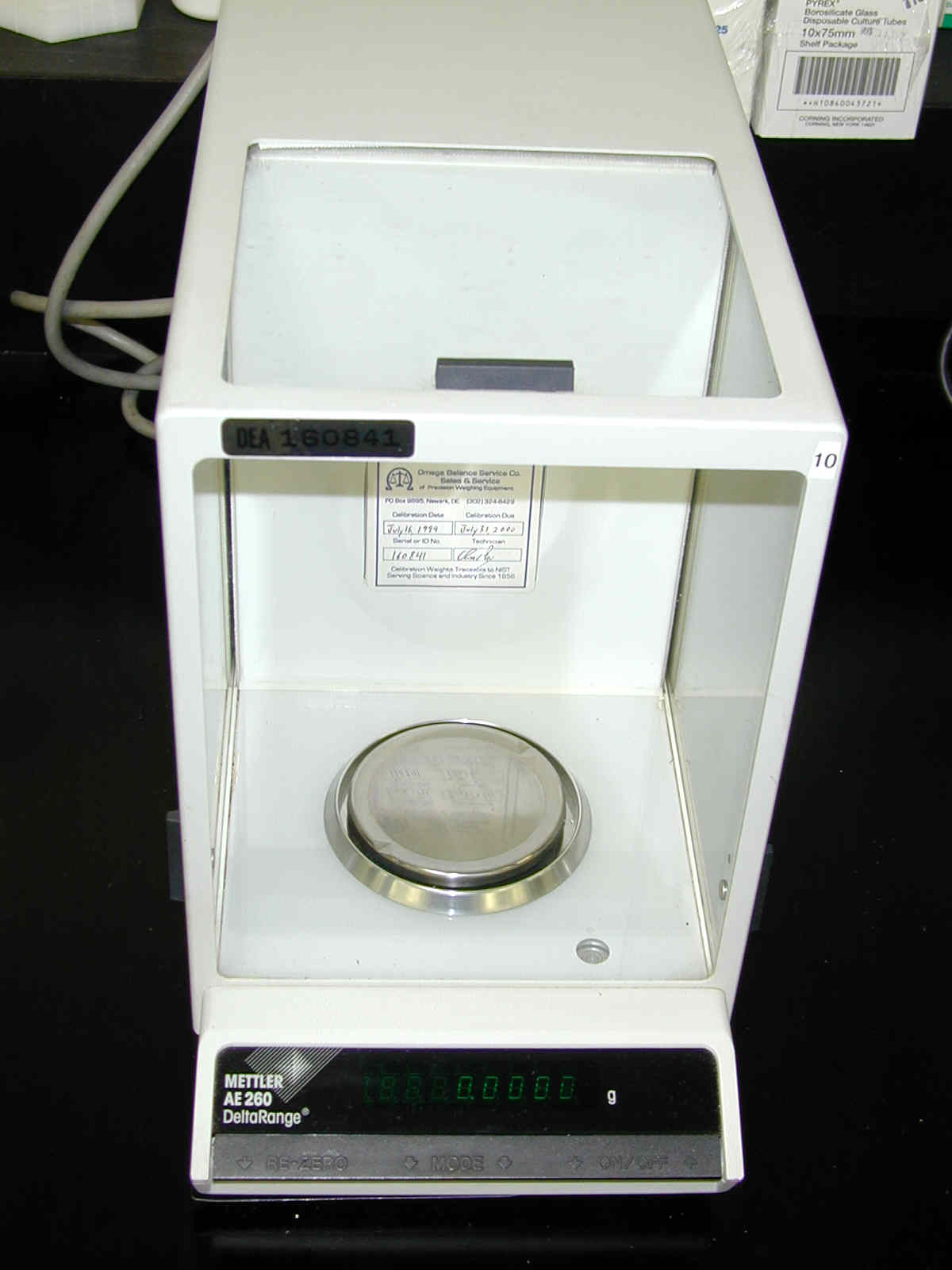
Mettler digital analysvåg med 100 µg mätosäkerhet.

Principen för analysvågar har inte ändrats. De största skillnaderna mot den antika våg som har beskrivits ovan är:
Hela mekaniken på en modern våg är inkapslad och syns inte från utsidan.
Vågen används enarmat: referensvikterna belastar samma sida av vågbalken som våggodset. När våggods läggs på tar man därför bort samma massa av kalibrerade vikter för att vågen skall komma i balans. Fördelen med detta är att vågen alltid är lika belastad och vikter och våggods påverkar samma vågarm, så att korrektioner för vågarmens nedböjning och olikhet mellan vågarmarna bortfaller. Moderna vågar har viktsatsen inbyggd, vikterna lyfts av speciella viktlyftningsarmar antingen genom inställning med rattar från utsidan eller automatiskt med elektronik. Vågarna läses av elektroniskt, så att resultatet kan gå vidare till en dator utan mänskliga mellanhänder.

#### Noggrannhet
En normal analysvåg, väl kalibrerad, väger med en noggrannhet av mer än 1 på 1 000 000 (en på miljonen). Detta gäller till exempel också för den antika våg som har illustrerat texten här ovan: den är tänkt för maximal belastning 200 g och har en mätosäkerhet på ca 200 µg. För standardiseringsändamål är det möjligt att väga med mycket större noggrannhet än så: det svenska nationella kilogrammet har vägts mot arkivkilogrammet i Paris och väger 0,999999965 kg med en mätosäkerhet på ±2,3 µg.

## Lagkrav
Lagen ställer i vissa fall krav på vägningsutrustning (vågar och vikter). Dessa utgår från ett EU-direktiv som skrivits om till svensk lag (1992:1119) och en förordning (2005:894). Enligt dessa skall vågar och vikter där det finns lagkrav på vägningens kvalitet kontrolleras med givna intervaller. Hur ofta och med vilken precision beror på användningen. Kontroll skall göras av ett ackrediterat laboratorium på ett spårbart sätt.

## Symbolik
Vågen har sedan det forntida Egypten symboliserat rättvisa, och därmed juridik och domstolsväsen. Gudinnan Justitia brukar avbildas med en balansvåg.